# Ředitel Skinner a seržant Skinner
Ředitel Skinner a seržant Skinner (v anglickém originále The Principal and the Pauper) je 2. díl 9. řady (celkem 180.) amerického animovaného seriálu Simpsonovi. Scénář napsal Ken Keeler a díl režíroval Steven Dean Moore. V USA měl premiéru dne 28. září 1997 na stanici Fox Broadcasting Company a v Česku byl poprvé vysílán 2. listopadu 1999 na stanici ČT1.

## Děj
V předvečer svého dvacátého výročí ve funkci ředitele školy je Seymour Skinner vylákán svou matkou do Springfieldské základní školy na oslavu s překvapením. Oslava probíhá dobře, dokud nepřijde cizí muž, který tvrdí, že je skutečný Seymour Skinner. Ředitel Skinner přizná, že je podvodník a že jeho pravé jméno je Armin Tamzarian. Armin pak vypráví příběh o událostech, které ho vedly ke krádeži identity Seymoura Skinnera. 
Armin byl kdysi problémový mladík z Capital City, který narukoval do armády, aby se vyhnul trestu vězení za drobné zločiny. Tam se seznámil se skutečným seržantem Seymourem Skinnerem, který se stal jeho mentorem a pomohl mu najít smysl jeho neklidného života. Seymour Arminovi řekl, že jeho snem je stát se po válce ředitelem základní školy ve Springfieldu. Později byl Seymour prohlášen za nezvěstného a považován za mrtvého. Armin odnesl zprávu o Seymourově zjevné smrti jeho matce Agnes. Při setkání s ním si ho však Agnes spletla se svým synem a Armin nechtěl Agnes přinést špatné zprávy. Místo toho dovolil Agnes, aby mu říkala Seymour, a převzal Seymourův život. Skutečný Seymour Skinner mezitím strávil pět let v zajateckém táboře a pak dvě desetiletí pracoval v čínské manufaktuře, dokud ji nezavřela Organizace spojených národů. 
Po těchto odhaleních přestanou obyvatelé Springfieldu Arminovi důvěřovat, a tak se rozhodne, že ve Springfieldu už pro něj není místo, a odjede do Capital City, aby se vrátil ke své staré postavě pouličního rváče bez vlastností, a bohužel se přitom rozejde s Ednou Krabappelovou. Skutečný Skinner pak dostane nabídku uskutečnit svůj sen a převzít funkci ředitele školy. Práci přijme, ale ocitne se v izolaci obyvatel města, kteří si uvědomí, že mají raději Armina než jeho. Odmítá se také účastnit mateřských aktivit s Agnes, která si uvědomuje, že jí chybí Armin jako syn. 
Simpsonovi se spolu s Ednou a Agnes vydají do Capital City, kde najdou Armina v jeho bytě. Poté, co Agnes nařídí Arminovi, aby se vrátil domů, a vyjádří se, že je pro ni skutečným synem víc než skutečný Skinner, Homer přesvědčí starostu Quimbyho a všechny ostatní občany, aby Arminovi dovolili vrátit se k jeho domnělé identitě ředitele Skinnera. Skutečný Skinner je z toho nešťastný a odmítá se vzdát své práce a důstojnosti jen proto, že obyvatelé Springfieldu dávají přednost Arminovi před ním. V reakci na to obyvatelé města vyženou skutečného Skinnera z města tím, že ho přivážou k židli na plošinovém vagonu nákladního vlaku (doslova ho vyženou z města po kolejích). Soudce Snyder prohlásí, že se o Arminovi bude opět mluvit jako o Seymouru Skinnerovi, že se vrátí ke své práci ředitele školy a že pod trestem mučení se už nikdo nesmí zmiňovat o Skinnerovi ani o následcích jeho návštěvy.

## Produkce
Ředitel Skinner a seržant Skinner byl posledním dílem seriálu Simpsonovi, který napsal Ken Keeler, jenž byl také autorem původního nápadu na tuto epizodu. Mnozí fanoušci se domnívají, že epizoda vychází z příběhu Martina Guerreho nebo z filmu Návrat Sommersbyho z roku 1993. Podle režiséra animace Steva Moora byl jeden z pracovních názvů epizody Skinnersby, Keeler však uvedl, že se inspiroval případem Tichborne z Anglie z 19. století. Oficiální název epizody je odkazem na knihu Princ a chuďas od Marka Twaina.
Producenti Bill Oakley a Josh Weinstein byli epizodou nadšeni, protože ředitel Skinner byl jednou z jejich oblíbených postav. Dvojice již napsala epizodu 5. série Skinner – sladký nepřítel, která byla podrobnou studií této postavy. Oakley řekl, že s Weinsteinem „strávili měsíc ponořeni do mysli Seymoura Skinnera“, aby připravili tuto epizodu, a od té doby využívali každou příležitost, aby si „pohráli s osobností [Skinnera], jeho příběhem a jeho domácím životem“.
Při popisu skutečného Seymoura Skinnera Keeler poznamenal: „Bylo by snadné udělat z něj opravdu hrozného, protivného a nesympatického člověka, ale to jsme neudělali. Udělali jsme ho prostě ne úplně správného, ne úplně Skinnera a trochu mimo.“ Bill Oakley řekl, že myšlenka postavy byla taková, že „prostě postrádala šmrnc“. Producenti vybrali Martina Sheena, aby postavu namluvil, protože obdivovali jeho výkon ve filmu Apokalypsa a měli pocit, že jeho hlas bude vhodný pro vietnamského veterána.
Jméno Armin Tamzarian si Keeler vypůjčil od likvidátora pojistných událostí, který mu pomáhal po autonehodě, když se přestěhoval do Los Angeles. Skutečný Tamzarian (posléze soudce kalifornského vrchního soudu) však až do odvysílání epizody nevěděl, že jeho jméno bylo použito. Keeler uvedl, že později obdržel „stroze formulovaný“ dopis od Tamzariana, který chtěl vědět, proč se jeho jméno v epizodě objevilo. Keeler se obával, že bude mít právní problémy, ale Tamzarian mu poté vysvětlil, že byl prostě jen zvědavý a neměl v úmyslu nikoho vyděsit.

## Přijetí
V týdnu od 22. do 28. září 1997 se epizoda umístila na 41. místě ve Spojených státech s ratingem 9,2. Epizoda byla v tomto týdnu druhým nejlépe hodnoceným pořadem na stanici Fox, hned po seriálu Tatík Hill a spol. Průměrná sledovanost stanice Fox v tomto týdnu byla 6,4.
Odhalení, že ředitel Skinner je podvodník, a sebereferenční závěr deus ex machina byly mnoha fanoušky a kritiky přijaty negativně, přičemž mnozí považovali tuto epizodu za příčinu skoku seriálu jako celku. Skinner byl od první série opakující se postavou a po letech vývoje byla jeho minulost náhle změněna. Bill Oakley považuje epizodu Ředitel Skinner a seržant Skinner za nejkontroverznější epizodu svého působení ve funkci výkonného producenta.
Chris Turner ve své knize Planet Simpson z roku 2004 popisuje díl jako „vysílání, které znamenalo [náhlý] pád ze zlatého věku“ Simpsonových, který podle něj začal v polovině třetí sezóny seriálu. Epizodu označuje za „[jednu z] nejslabších epizod v historii Simpsonových“ a dodává: „Nehorázný, kontinuitu narušující dějový zvrat tohoto druhu by se dal odpustit, kdyby byl výsledek stejně vtipný nebo ostře satirický jako klasika zlatého věku, ale bohužel tomu tak rozhodně není.“ Turner poznamenává, že epizoda „stále obsahuje několik virtuózních gagů“, ale říká, že takové momenty jsou omezené. 
V červenci 2007 Ian Jones v článku v deníku The Guardian tvrdí, že „seriál začal být hloupý“ v roce 1997, a jako zvěstovatele uvádí tuto epizodu. „Hlavní postava dlouholetého seriálu je odhalena jako podvodník? Bylo to laciné, jalové vyprávění,“ poznamenává.
V článku v The Star-Ledger z února 2006 Alan Sepinwall a Matt Zoller Seitz citují tuto epizodu, když tvrdí, že kvalita Simpsonových „se v deváté sérii stává mnohem skvrnitější“. Alan Sepinwall v jiném článku v The Star-Ledger poznamenává: „[Epizoda] byla tak nevěrohodná, že se jí na konci dílu zřekly i postavy.“ Jon Hein, který vymyslel termín skok přes žraloka pro označení negativních změn v televizních seriálech, píše v knize Jump the Shark: TV Edition: „Konečně jsme si všimli finty na začátku deváté série, kdy byla odhalena pravá identita ředitele Skinnera jako Armina Tamzariana.“. James Greene ze serveru Nerve.com zařadil tuto epizodu na páté místo svého seznamu „Deset případů, kdy Simpsonovi přeskočili žraloka“ (Ten Times The Simpsons Jumped the Shark), když ji označil za „nesmyslnou metakomedii“ a tvrdil, že to vypadá, „jako by zrazovala realitu samotného seriálu“.
Epizodu veřejně kritizovaly i další osobnosti spojené se Simpsonovými. Harry Shearer, hlas ředitele Skinnera, v rozhovoru z dubna 2001 vzpomínal, že po přečtení scénáře řekl scenáristům: „To je tak špatně. Berete něco, do čeho diváci investovali 8 nebo 9 let, a bezdůvodně to házíte do koše kvůli příběhu, který jsme už dělali s jinými postavami. Je to tak svévolné a bezdůvodné a je to neuctivé vůči divákům.“
V rozhovoru z prosince 2006 Shearer dodal: „Teď o tom [scenáristé] odmítají mluvit. Uvědomují si, že to byla strašná chyba. Nikdy se o tom nezmiňují. Jako by [diváky] trestali za to, že jim věnovali pozornost.“ V úvodu DVD boxu deváté série tvůrce seriálu Matt Groening popisuje epizodu jako „jednu z [jeho] nejméně oblíbených epizod“ a v rozhovoru pro Rolling Stone ji také označil za „chybu“.
Naproti tomu Warren Martyn a Adrian Wood, autoři knihy I Can't Believe It's a Bigger and Better Updated Unofficial Simpsons Guide, epizodu chválí a označují ji za „jednu z nejlepších epizod seriálu vůbec, hlavně proto, že nám ukazuje lidskou stránku nejen ředitele Skinnera, ale i jeho hektické mámy“. Dodávají, že „Martin Sheen si krade show (…) v krátkém, ale důležitém kousku historie Simpsonových.“ Nathan Ditum z Total Filmu označil výkon Martina Sheena v této epizodě za dvacáté nejlepší hostování v Simpsonových.
Ken Keeler, Bill Oakley a Josh Weinstein obhajují epizodu v komentáři na DVD. Keeler tvrdí: „Jsem velmi, velmi hrdý na práci, kterou jsem na této epizodě odvedl. Je to nejlepší televizní epizoda, jakou mám pocit, že jsem kdy napsal.“ Epizodu popisuje jako komentář k „lidem, kteří mají rádi věci takové, jaké jsou“, a poznamenává: „Zdá se, že nikoho nenapadlo, že tato epizoda je o lidech, kteří ji nenávidí.“ Keeler však říká, že některé dialogy byly oproti jeho původnímu návrhu změněny, takže tento bod není tak zřejmý. Oakley a Weinstein vysvětlují, že při práci na seriálu chtěli posunout hranice seriálu, a doporučují divákům, aby tento díl brali „jako experiment“. Domnívají se, že negativní přijetí bylo částečně způsobeno tím, že divákům nebylo hned jasné, že se o takovou epizodu jedná (na rozdíl například od epizody Simpsonovi). Závěr dílu také popisují jako pokus o reset kontinuity a umožnění fanouškům považovat epizodu za nekanonickou, oddělenou od většího seriálu.
Pozdější epizody seriálu Simpsonovi obsahují odkazy na tento díl. Ukázka z epizody byla použita v 11. sérii Cena smíchu jako příklad stále „trikovějších a nesmyslnějších zápletek“. V epizodě patnácté série Já, robot Líza oslovuje ředitele Skinnera „řediteli Tamzariane“, když jí Skinner vyčítá, že pojmenovala svou novou kočku Sněhulka II., podle kočky, která zemřela na začátku epizody.